# Альба Рорвакер
А́льба Катери́на Рорва́кер (італ. Alba Caterina Rohrwacher; 27 лютого 1979, Флоренція, Італія) — італійська акторка. Лауреатка та номінантка численних міжнародних і національних фестивальних та професійних кінонагород .

## Життєпис
Альба Катерина Рорвакер народилася 27 лютого 1979 року у Флоренції, Італія. Мати Альби — італійка, а батько — німець. У акторки є сестра Аліче Рорвакер, яка стала режисеркою і сценаристкою. Рорвакер закінчила Італійську національну кіношколу в Римі, після чого пішла працювати в місцевий театр.
У великому кіно Альба Рорвакер дебютувала в 2005 році роллю у фільмі «Мелісса: Інтимний щоденник». Але найбільшу популярність акторка здобула завдяки ролі Аліси у фільмі «Дні та хмари» (2007). За цю роль Альба отримала італійську національну кінопремію «Давид ді Донателло» у номінації «Найкраща жіноча роль другого плану». Далі Альба знялася у фільмах «Тихий хаос», «Тато Джованни» (2008), за роль у якому отримала премію «Давид ді Донателло» як найкраща акторка, «Я — це любов», «Той, хто прийде», «З плоті і кістки» (усі 2009), «Місія світу» (2011) та ін.
У 2014 році Рорвакер зіграла головну роль у фільмі «Голодні серця», за яку отримала Кубок Вольпі в номінації «Найкраща жіноча роль» і Кубок Пазінетті в номінації «Найкраща акторка» на Венеційському кінофестивалі.
У 2014 році Альба Рорвакер знялася у фільмі «Дива́», який став учасником Каннського міжнародного кінофестивалю.
У 2015 році акторка зіграла у фільмах «Казка казок» Маттео Ґарроне, «Кров моєї крові» Марко Беллокйо, головну роль в дебютному фільмі Лаури Біспурі «Клятвена незаймана» та в комедії Паоло Дженовезе «Ідеальні незнайомці».
У 2016 році Альба Рорвакер входила до складу головного журі 66-го Берлінського міжнародного кінофестивалю, очолюваного акторкою Меріл Стріп.
У 2017 році Альба Рорвакер знялася у фільмі французького режисера Арно Деплешена «Привиди Ісмаеля», який брав участь в позпконкурсній програмі 70-го Каннського міжнародного кінофестивалю Каннського міжнародного кінофестивалю.
Фільм 2018 року «Дочка моя», поставлений режисеркою Лаурою Біспурі, я в якому Альба Рорвахер зіграла одну з головних ролей, був відібраний для участі в конкурсі 68-го Берлінського міжнародного кінофестивалю 2018 року.

## Фільмографія
Список не є вичерпним

| Рік  |    | Українська назва                       | Оригінальна назва                        | Роль                          |
| ---- | -- | -------------------------------------- | ---------------------------------------- | ----------------------------- |
| 2004 | кф | Екран                                  | The Screen                               | Іза                           |
| 2004 | ф  | Повернене кохання                      | L'amore ritrovato                        |                               |
| 2005 | тф | Анджела                                | Angela                                   | дівчина, на яку напали        |
| 2005 | ф  | Одкровення Мелісси                     | Melissa P.                               | Клелія                        |
| 2005 | ф  | Поцілуй мене, Лорено                   | Kiss Me Lorena                           | Елізабет «Ліз» Бітум          |
| 2006 | ф  | Режисер весіль                         | Il regista di matrimoni                  | асистентка                    |
| 2006 | ф  | Найкрасивіша гра                       | Il gioco più bello del mondo             | Лаура (епізод «Містер жінка») |
| 2007 | тф | Пірат Марко Пантані                    | Il pirata: Marco Pantani                 |                               |
| 2007 | ф  | Мій брат — єдина дитина в сім'ї        | Mio fratello è figlio unico              | Віолетта Бенассі              |
| 2007 | ф  | Голос любові                           | Voce del verbo amore                     | Елеонора                      |
| 2007 | тф | Марія Монтессорі: Життя заради дітей   | Maria Montessori: una vita per i bambini | Анна                          |
| 2007 | ф  | Піано, соло                            | Piano, solo                              | Марта                         |
| 2007 | ф  | Дні та хмари                           | Giorni e nuvole                          | Аліса                         |
| 2007 | ф  | Усе в твоїх руках                      | Nelle tue mani                           | Карла                         |
| 2007 | ф  | Більше нічого не можна зробити         | Non c'è più niente da fare               | Летиція                       |
| 2008 | ф  | Оголені почуття                        | Riprendimi                               | Лучія                         |
| 2008 | ф  | Тихий хаос                             | Caos calmo                               | Анналіза                      |
| 2008 | ф  | Тато Джованни                          | Il papà di Giovanna                      | Джована Казалі                |
| 2009 | ф  | Дві партії                             | Due partite                              | Джулія                        |
| 2009 | ф  | Я — це кохання                         | Io sono l'amore                          | Елізабетта Реккі              |
| 2009 | ф  | Той, хто прийде                        | L'uomo che verrà                         | Беньяміна                     |
| 2009 | ф  | З плоті і кістки                       | In carne e ossa                          | Віола                         |
| 2010 | ф  | Кого хочу я більше                     | Cosa voglio di più                       | Анна                          |
| 2010 | кф | Двовладдя                              | Diarchia                                 | дівчина                       |
| 2010 | ф  | Мої сестри                             | Sorelle Mai                              | професор Віталіані            |
| 2010 | ф  | Самотність простих чисел               | La solitudine dei numeri primi           | Аліса Делла Рокка, доросла    |
| 2011 | ф  | Місія світу                            | Missione di pace                         | Марія Петтар'єлло             |
| 2011 | ф  | «Страждання» — мальований фільм        | Tormenti — Film disegnato                |                               |
| 2011 | ф  | Щастя                                  | Glück                                    | Ірина                         |
| 2012 | ф  | Спляча красуня                         | Bella addormentata                       | Марія                         |
| 2012 | ф  | Командир і лелека                      | Il comandante e la cicogna               | Діана                         |
| 2013 | ф  | Вулиця в Палермо                       | Via Castellana Bandiera                  | Клара                         |
| 2013 | кф | Затамувавши подих                      | Con il fiato sospeso                     | Стелла                        |
| 2014 | ф  | Дива́                                   | Le meraviglie                            | Анджеліка                     |
| 2014 | ф  | Голодні серця                          | Hungry Hearts                            | Міна                          |
| 2015 | ф  | Клятвена незаймана                     | Vergine giurata                          | Гана / Марк                   |
| 2015 | ф  | Казка казок                            | Il racconto dei racconti — Tale of Tales | мати циркового артиста        |
| 2015 | ф  | Тадж-Махал                             | Taj Mahal                                | Джованна                      |
| 2015 | ф  | Хай живе наречена                      | Viva la sposa                            | Софія                         |
| 2015 | ф  | Кров моєї крові                        | Sangue del mio sangue                    | Марія Перлетті                |
| 2016 | ф  | Ідеальні незнайомці                    | Perfetti sconosciuti                     | Б'янка                        |
| 2016 | ф  | Механіка тіней                         | La mécanique de l'ombre                  | Сара                          |
| 2016 | ф  | Друг (Франциск Ассізький і його брати) | L'ami — François d'Assise et ses frères  | Клер Ассізька                 |
| 2017 | ф  | Привиди Ісмаеля                        | Les fantômes d'Ismaël                    | Аріель / Фаунія               |
| 2017 | ф  | Місце                                  | The Place                                | сестра К'яра                  |
| 2018 | ф  | Дочка моя                              | Figlia mia                               |                               |
| 2018 | ф  | Щасливий Ладзаро                       | Lazzaro felice                           | Антонія, доросла              |
| 2018 | ф  | Анджело                                | Angelo                                   | графиня                       |
| 2021 | ф  | Незнайома дочка                        | The Lost Daughter                        | жінка                         |
| 2024 | ф  | Марія                                  | Maria                                    | Бруна Луполі                  |
| 2025 | ф  | Джей Келлі                             | Jay Kelly                                |                               |

## Визнання
| Рік                                    | Категорія                            | Фільм                                                                       | Результат |
| -------------------------------------- | ------------------------------------ | --------------------------------------------------------------------------- | --------- |
| Премія «Давид ді Донателло»            |                                      |                                                                             |           |
| 2008                                   | Найкраща акторка другого плану       | Дні та хмари                                                                | Перемога  |
| 2009                                   | Найкраща акторка                     | Тато Джованни                                                               | Перемога  |
| 2010                                   | Найкраща акторка другого плану       | Той, хто прийде                                                             | Номінація |
| 2011                                   | Найкраща акторка                     | Самотність простих чисел                                                    | Номінація |
| 2015                                   | Найкраща акторка                     | Голодні серця                                                               | Номінація |
| 2019                                   | Найкраща акторка                     | Занадто багато благодаті                                                    | Номінація |
| Премія «Срібна стрічка»                |                                      |                                                                             |           |
| 2008                                   | Найкраща акторка                     | Оголені почуття                                                             | Номінація |
| 2009                                   | Найкраща акторка                     | Тато Джованни                                                               | Номінація |
| 2009                                   | Найкраща акторка другого плану       | Дві партії (спільно з акторським складом фільму)                            | Номінація |
| 2010                                   | Найкраща акторка                     | Кого хочу я більше                                                          | Номінація |
| 2010                                   | Спеціальна згадка                    | Мій син (спільно з Фліппо Сольді (режисер) та Клаудіо Сантамарія (режисер)) | Перемога  |
| 2011                                   | Найкраща акторка                     | Самотність простих чисел                                                    | Перемога  |
| 2015                                   | Найкраща акторка                     | Клятвена незаймана та Голодні серця                                         | Номінація |
| 2016                                   | Спеціальна «Срібна стрічка»          | Ідеальні незнайомці                                                         | Перемога  |
| Премія «Золотий кубок»                 |                                      |                                                                             |           |
| 2008                                   | Найкраща драматична акторка          | Дні та хмари                                                                | Номінація |
| 2008                                   | Найкраща комедійна акторка           | Мій брат — єдина дитина в сім'ї                                             | Перемога  |
| 2009                                   | Найкраща драматична акторка          | Оголені почуття та Тато Джованни                                            | Перемога  |
| 2009                                   | Найкраща комедійна акторка           | Більше нічого не можна зробити                                              | Номінація |
| 2010                                   | Найкраща комедійна акторка           | Дві партії                                                                  | Номінація |
| 2013                                   | Найкраща драматична акторка          | Спляча красуня                                                              | Номінація |
| Премія «Золота хлопавка»               |                                      |                                                                             |           |
| 2008                                   | Найкраща акторка другого плану       | Дні та хмари                                                                | Номінація |
| 2010                                   | Найкраща акторка другого плану       | Той, хто прийде                                                             | Номінація |
| 2010                                   | Найкраща акторка                     | Кого хочу я більше                                                          | Перемога  |
| 2011                                   | Найкраща акторка                     | Самотність простих чисел                                                    | Перемога  |
| 2015                                   | Найкраща акторка другого плану       | Дива́                                                                        | Номінація |
| Міжнародний при Флайяно                |                                      |                                                                             |           |
| 2008                                   | Золотий пегас найкращій акторці      | Оголені почуття                                                             | Перемога  |
| Берлінський міжнародний кінофестиваль  |                                      |                                                                             |           |
| 2009                                   | Приз Shooting Star                   | Приз Shooting Star                                                          | Перемога  |
| Премія «Золотий глобус» (Італія)       |                                      |                                                                             |           |
| 2009                                   | Найкраща акторка                     | Тато Джованни                                                               | Номінація |
| 2009                                   | Найкраща акторка-одкровення          | Тато Джованни                                                               | Перемога  |
| 2010                                   | Найкраща акторка                     | Кого хочу я більше                                                          | Номінація |
| 2011                                   | Найкраща акторка                     | Самотність простих чисел                                                    | Номінація |
| Гемптонський міднародний кінофестиваль |                                      |                                                                             |           |
| 2009                                   | Премія Падаюча зірка                 | Дві партії                                                                  | Перемога  |
| Римський кінофестиваль                 |                                      |                                                                             |           |
| 2009                                   | Спеціальна нагорода 10eLotto         | Спеціальна нагорода 10eLotto                                                | Перемога  |
| Венеційський міжнародний кінофестиваль |                                      |                                                                             |           |
| 2010                                   | Премія Пазінетті найкращій акторці   | Самотність простих чисел                                                    | Перемога  |
| 2013                                   | Премія Пазінетті найкращій акторці   | Вулиця в Палермо (спільно з Еленою Котта)                                   | Перемога  |
| 2014                                   | Премія Пазінетті найкращій акторці   | Голодні серця                                                               | Перемога  |
| 2014                                   | Кубок Вольпі за найкращу жіночу роль | Голодні серця                                                               | Перемога  |
| Премія Європейської кіноакадемії       |                                      |                                                                             |           |
| 2018                                   | Найкраща європейська акторка         | Щасливий Ладзаро                                                            | Номінація |